# مائدا گنئی
مائدا گنئی

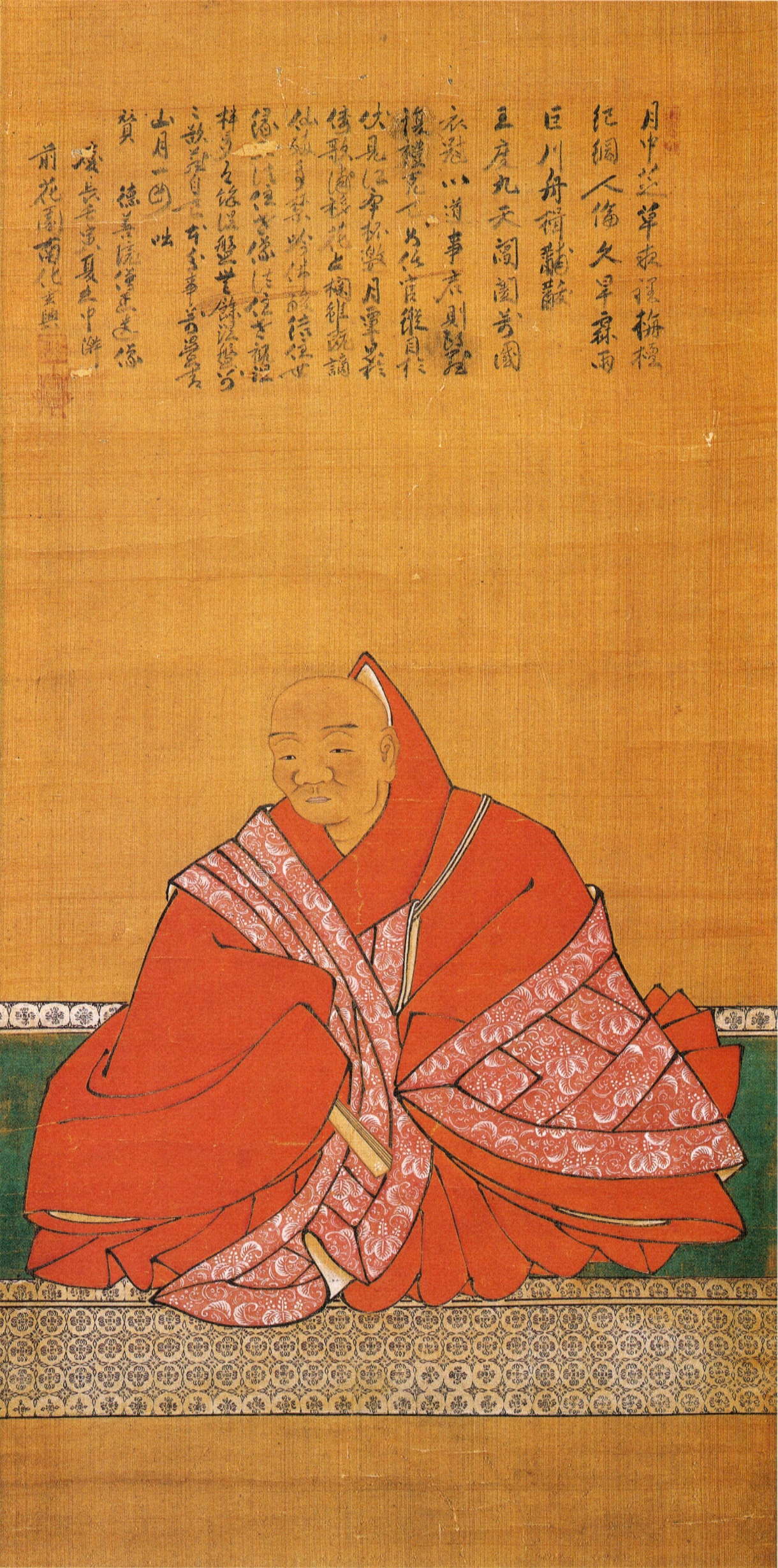

 (۱۵۳۹ – ۹ ژوئیه، ۱۶۰۲) یک راهب آیین بودایی بود. او توسط تویوتومی هیده‌یوشی به عنوان یکی از اعضای گو-بوگیو انتخاب شد.